# Evakuering

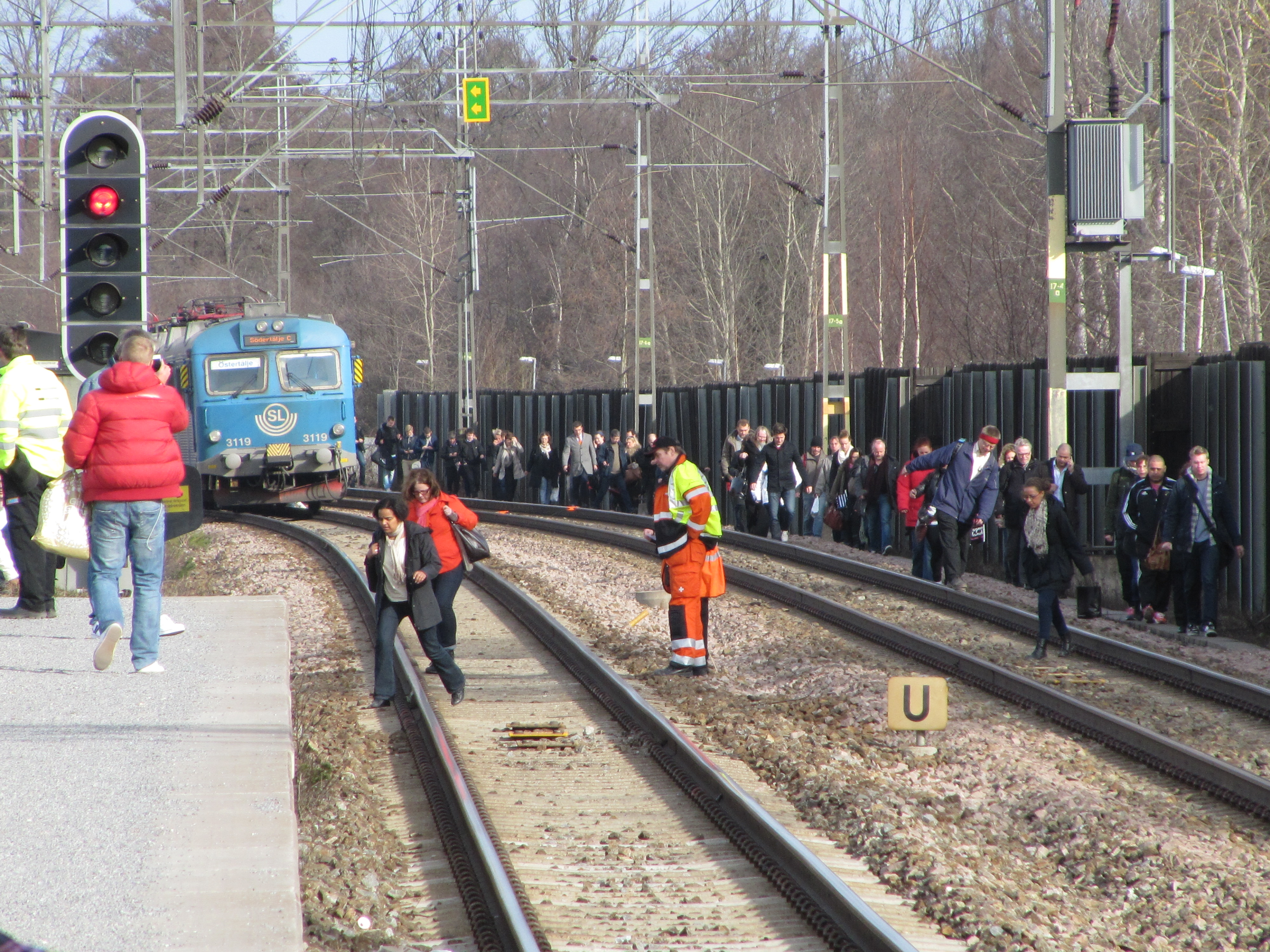
Evakuering av pendeltåg vid Norrvikens station.

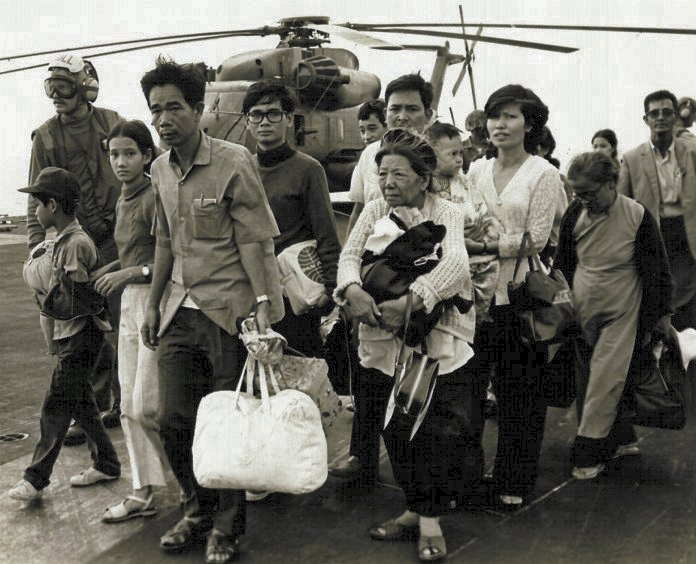
Vietnamesiska familjer vid evakuering av Saigon under operation Frequent Wind 1975.

Evakuering kommer av latinets evacuare, som betyder tömma, vilket även ger ordets betydelse, tömning. Det latinska ordet är i sin tur en verbform av latinets vacuum, vilket betyder tomhet eller tomrum.
I svenskan används ordet oftast i betydelsen nödutrymning, det vill säga att människor uppmanas att tillfälligt lämna en byggnad eller ett område på grund av fara.
Ordet har även en teknisk betydelse och kan då avse tömning av till exempel gas eller vätska. Även i denna betydelse avser ordet i många fall, men inte alltid, en nöd- eller säkerhetsfunktion.